# 136.ª Brigada del Ejército Croata
La 136.ª Brigada de la Guardia Nacional Croata (ZNG) (renombrado como Ejército Croata el 3 de noviembre de 1991) (en croata 136. brigade HV "R" Podravska Slatina) fue una brigada activa durante los años 1991 y 1992 durante la guerra de Croacia. Creada en la entonces municipalidad de Podravska Slatina (hoy Slatina) en octubre de 1991, combatió junto con otras brigadas de la 2.ª Zona Operacional Bjelovar en la Operación Papuk-91 a través de la cual los serbios que se habían enfrentado al gobierno croata desde agosto fueron expulsados de las alturas Papuk.

## Antecedentes y Creación
Desde el comienzo de las acciones independentistas en la República de Croacia en el antiguo municipio de Podravska Slatina (composición 37 % de los serbios, principalmente en la ciudad y las montañas), el desarrollo de la conflictividad interétnica fue en aumento. Luego de las elecciones multipartidarias de abril y mayo de 1990 en la república, los serbios iniciaron actividades confrontativas en mayo y junio a través del SDS. Dicho partido organizó pintadas públicas provocativas tales como «esta es una gran Serbia»; «todos los serbios en un país», símbolos de las «4C» y otras inscripciones.
Debido a la presencia serbia en todos los puestos directivos de las organizaciones de trabajo y en las autoridades municipales de Podravska Slatina, hubo una lucha política para hacerse cargo del gobierno. A inicios de 1991 se produjo una crisis de poder, después de lo cual ese nombró a un croata como comisionado del gobierno para el municipio. Tal situación permitió establecer el Comando de Crisis, se asumieron funciones en el campo de defensa, economía y administración. A partir de entonces, se hicieron esfuerzos para establecer el destacamento local de la ZNG.
En junio y julio de 1991 se establecieron destacamentos de voluntarios en las aldeas croatas con armas de caza particulares. A mediados de julio, se formó el Cuerpo de la Guardia Nacional en Podravska Slatina, cuyos miembros, junto con la policía, inicialmente aseguraron instalaciones de mayor importancia. El 5 de agosto de 1991, sobre la base de una orden del Ministerio de Defensa, se estableció el Batallón Independiente 64 (a cargo del mayor Ivan Roštaš, su primer jefe).
El batallón tenía la tarea de defender a Podravska Slatina y hacerse cargo de una línea de defensa de 46 km de largo hacia la parte montañosa del municipio, donde los serbios, a partir del 18 de agosto de 1991, bloquearon y cerraron los accesos y las comunicaciones hacia la parte montañosa y Voćin. Sin embargo, debido a la falta de armas y equipo militar, el  Batallón Independiente 64 solo pudo formarse limitadamente, alcanzando un efectivo inicial de solo 50 integrantes.
Miembros del Batallón Independiente 64, en cooperación con personal de la policía del Ministerio del Interior (MUP) ocuparon los cuarteles en el centro de la ciudad y los puestos de vigilancia de frontera en Zanoš (Kapinci) y Bobrovac (Noskovci) el 16 de septiembre de 1991, ubicados sobre el río Drava, frontera húngara. Ello permitió obtener una cantidad suficiente de armas para finalizar la conformación del Batallón ZNG 64. Esto fue crucial en la defensa de la ciudad de Podravska Slatina y la única comunicación por ruta y ferrocarril de Eslavonia Oriental con las otras partes de Croacia.
El 4 de septiembre de 1991, la región fue sacudida por las matanzas en Četekovac, Balinci y Čojlug con 24 víctimas. En los días siguientes, en varias ocasiones, hubo ataques de infantería contra Slatina y otros lugares a lo largo de las conexiones hacia Bistrica y entre Mikleuš y Našice, que fueron defendidos con éxito.
Entre septiembre y octubre de 1991, el Batallón Independiente fue reforzado con una batería de artillería. La unidad no tuvo la tarea de liberar la parte montañosa del antiguo municipio de Podravska Slatina, pero su tarea fue defender la ciudad y la conexión hacia la Eslavonia Oriental, lo que fue exitoso.

## Desarrollo de las operaciones
La toma de los cuarteles a mediados de septiembre en el norte de Croacia permitió avanzar en el equipamiento de otras brigadas.
El Ministro de Defensa de la República de Croacia emitió una orden el 21 de octubre de 1991 para formar y equipar la 136.ª Brigada HV "R". La Zona Operativa de Osijek, en cooperación con el comando del Batallón Independiente 64 y el Comisionado del Gobierno de Croacia para Podravska Slatina iniciaron la tarea. Entonces, el Batallón Independiente  64 ya era una unidad bien armada y equipada con unos 1100 miembros que podían llevar a cabo con éxito todas las tareas asignadas. La Zona Operativa Osijek tenía el comando de las unidades del área de Eslavonia Oriental y Baranja, incluyendo las establecidas en Vukovar, Vinkovci, Đakovo, Slavonski Brod, Nova Gradiška, Našice, Podravska Slatina y Slavonska Požega.
Según la orden recibida, el batallón se debía transformar en la 136.ª Brigada del HV "R". La reorganización fue completada el 28 de octubre de 1991, cuando el Batallón 64 se consideró desmovilizado. La 136.ª Brigada HV "R" tenía un puesto comando, una sección comunicaciones; una sección exploración; una sección policía militar; tres batallones; una sección ingenieros; una compañía antitanque y una batería artillería y una compañía servicios. Su jefe era Josip Černi.
Desde su formación hasta su desmovilización (31 de julio de 1992), la 136.ª Brigada del ZNG / HV operó en gran parte de Eslavonia: 
- Del 28 de octubre al 24 de noviembre de 1991, se hizo cargo de la línea defensiva del Batallón Independiente 64 del ZNG.[3]

- El 24 de noviembre se inició la Operación Papuk para avanzar en los territorios más al norte bajo dominio de la Región Autónoma Serbia de Eslavonia Occidental. La 136.a Brigada, enmarcada en el Grupo Operativo Virovitica (OG Virovitica) de la 2.a Zona Operativa (2.OZ) Bjelovar, junto a elementos de policía, debía atacar en las direcciones Sladojevci - Voćin, Podravska Slatina - Čeralije y Mikleuš - Čeralije. Posteriormente, debían continuar a Voćin y Novo Zvečevo. El puesto de mando de la 136.a Brigada fue establecido en Lukavac.[5]

- El 13 de diciembre, la brigada ingresó a Hum, Čeralije Pušine y Slatinski Drenovac. El 15 , la brigada hizo lo propio con Voćin. En esa área y en la misma Voćin, la brigada encontró a 44 croatas masacrados mientras que la iglesia de Nuestra Señora de Voćin fue completamente destruida.[2]

- Ocupada la totalidad del municipio de Slatina y Daruvar, el 17 de diciembre ,la 136.ª Brigada recibió la orden de proporcionar el control de la línea Voćin - Čeralije, mientras que parte de esa brigada se uniría a las unidades de la 123.a Brigada con el objetivo de ocupar Bučje. Posteriormente, ambas debían continuar el ataque hacia Španovica[Nota 2] y Dragović.[6]
- El 25, al norte de Bučje, las unidades de la 136.a Brigada liberaron las aldeas de Koturić, Popovci (Zabrdski), Ožegovci y Grđevica. Miembros de la 123.a Brigada liberaron las aldeas de Kamenska, Mijace y Sazija y unieron fuerzas de 136.a brigada en Kamenska y rodearon Bučje. Junto con otras brigadas, ingresó a esa importante base serbia al día siguiente.[6]

- Del 26 de diciembre de 1991 al 15 de enero de 1992 realizó operaciones de seguridad en las partes recién ocupadas de Eslavonia Occidental en el área de los municipios de Podravska Slatina, Slavonska Požega y Pakrac.[3]
- Del 16 de enero al 6 de marzo de 1992, la brigada fue transferida a Eslavonia Oriental ocupando posiciones en la línea defensiva en Harkanovci - Vuckovac.[3]
- Del 7 de marzo al 17 de abril de 1992, un batallón de la brigada participó de la operación "Danubio" en la orilla derecha del río Drava en el área de Petrijevci - Nard.[3]
- Del 14 de abril al 28 de abril de 1992, un batallón de la brigada fue enviado al campo de batalla de Posavina, área de Čaglin.[3]
- Del 29 de abril al 26 de junio de 1992, en Eslavonia Oriental, se hizo cargo de la línea de defensa en Vinkovci relevando a la 3.a Brigada de la Guardia en el área de Borinac.[3]

## Desmovilización
Entre el 27 de junio y el 31 de julio de 1992, la brigada regresó por completo a Podravska Slatina y concretó su desmovilización.

## Bajas
La 136.ª Brigada Slatina del Ejército croata sufrió 34 desaparecidos o muertos y 148 heridos.